# Heiligenstedtenerkamp
Heiligenstedtenerkamp (niederdeutsch: Hillensteednerkamp/Hellensteednerkamp) ist eine Gemeinde im Kreis Steinburg in Schleswig-Holstein. Sie ist mit 21 Buchstaben im Namen die deutsche Gemeinde mit dem längsten Namen, der ausschließlich aus Buchstaben besteht. Zudem steht die Gemeinde in der Liste der flächenkleinsten Gemeinden in Deutschland an elfter Stelle. Im Vergleich zu anderen Gemeinden im Kreis Steinburg ist Heiligenstedtenerkamp sehr dicht besiedelt. Die Bevölkerungsdichte entspricht der in Großstädten und Ballungsräumen. Das nahegelegene Itzehoe ist ähnlich dicht besiedelt.

## Geografie und Verkehr
Heiligenstedtenerkamp liegt direkt südwestlich von Itzehoe.
Östlich der Gemeinde befindet sich der Itzehoer Stadtteil Wellenkamp, im Süden liegt Kremperheide, im Westen Hodorf und nordwestlich Heiligenstedten. Die Itzehoer Innenstadt erreicht man über Buslinien in 15 bis 20 Minuten.
Die Bundesautobahn 23 und die Bundesstraße 5 liegen im Umkreis von 5 km.

## Geschichte
Zuerst erwähnt wird Heiligenstedtenerkamp in den Aufzeichnungen um 1300, allerdings besteht es erst seit etwa 1660 als Gemeinde. Damals lebten dort Menschen, die im nahe liegenden Heiligenstedten als Mitarbeiter des Schlosses tätig waren, daher die Bezeichnung „Kamp“.
Im Jahre 1812 wurde eine Grundschule gegründet, welche 1972 von der „Grundschule Wellenkamp“ abgelöst wurde, so dass das Haus zu großen Teilen seit 1987 als Kindergarten genutzt wird.

## Politik

### Gemeindevertretung
Bei der Kommunalwahl am 14. Mai 2023 wurden insgesamt neun Sitze vergeben. Von diesen erhielt die Wählergemeinschaft Heiligenstedtenerkamp sechs Sitze und die SPD erhielt drei Sitze.

### Wappen
Blasonierung: „Von Gold und Grün geviert: 1 eine grüne Kate, 2 eine goldene nach unten weisende Spitzhacke, 3 ein goldener Spaten, 4 ein grünes Rad.“
Die Farben Gold und Grün stehen für den Sand und das Land in Heiligenstedtenerkamp. Die Kate weist darauf hin, dass der Ort früher von Kätnern bewohnt wurde, die überwiegend im Dienste des Schlosses Heiligenstedten standen. Die abgebildeten Werkzeuge stehen für den Sandabbau, die Spanndienste und den Gemüseanbau.

## Sport
Der lokale Sportverein ist der SV Heiligenstedtenerkamp. Ausgeübte Sportart ist, neben anderen Sportarten, v. a. Fußball.